# Tribunal del Comuner del Rollet de Gràcia de l'Horta d'Aldaia
El Tribunal del Comuner del Rollet de Gracia de la Huerta de Aldaya ha sido declarado como órgano consuetudinario y tradicional mediante la Ley Orgánica 10/2021, de 14 de diciembre, de modificación de la Ley Orgánica 6/1985, de 1 de julio, del Poder Judicial, para reconocer el carácter de tribunal consuetudinario y tradicional al Juzgado Privativo de Aguas de Orihuela (Alicante) España y Pueblos de su Marco y al Tribunal del Comuner del Rollet de Gracia de la Huerta de Aldaya (BOE de 15 de diciembre de 2021). De ese modo, se constituye como órgano para la administración de justicia en los términos del artículo 125 de la Constitución española en relación con el artículo 19.6 de la Ley Orgánica del Poder Judicial.
Desde tiempo inmemorial, pues su nacimiento se pierde en las brumas de los tiempos, es el encargado de resolver los conflictos en materia de riego que se plantean en la Comunidad de Regantes del Rollet de Gracia de la Huerta de Aldaya, sin sometimiento a ningún otro tribunal. Esta Comunidad riega de la acequia denominada del Comunero, que, a su vez, tiene el privilegio o la gracia de recibir un octavo del caudal de la acequia de Benàcher que circula paralelamente a la del Comuner. El Rollet de Gracia, y, por tanto, el ámbito territorial en el que ejerce su jurisdicción el Tribunal del Comuner, ocupa una parte importante del término municipal de Aldaya en su zona este. Su finalidad principal es que el agua se reparta entre los labradores del Rollet de Gracia sin derroches así como de forma equitativa y pacífica.
El Tribunal del Comunero se constituye de forma ordinaria cada 4 de agosto en la plaza del municipio, a los pies del campanario de la Iglesia de la Anunciación. Igualmente, se reúne siempre que sea preciso, sea en la plaza, en los locales del propio Rollet de Gracia en la calle Pablo Iglesias o en el salón de plenos del Ayuntamiento, siempre a puerta abierta. Se integra por miembros de la Comunidad del Rollet de Gràcia elegidos democráticamente por su Junta General por un periodo de cuatro años, durante los que tienen inamovilidad temporal. Es de destacar que es el único tribunal de su clase que cumple con la paridad entre mujeres y hombres (actualmente, sus miembros titulares son dos mujeres y un hombre, y sus miembros suplentes una mujer y dos hombres). Está presidido por un vocal de la Junta de la Comunidad de Regantes (el síndico del Rollet de Gracia y presidente de la Junta de Gobierno es Enrique Andrés Bonet y, desde el año 2014 a la actualidad, el presidente del Tribunal del Comunero es José Bonet Navarro y su suplente Carles Andrés Raga ). Los miembros del tribunal se eligen democráticamente, siendo su presidente honorario el alcalde del municipio de Aldaya (desde 2014, Carmen Jávega Martínez, y actualmente Guillermo Luján Valero). Su domicilio está en la calle Pablo Igleaias, 10, bajo, de la misma localidad. La secretaría lo será tanto del Tribunal como de la Junta de Gobierno. 
A pesar de su carácter consuetudinario, el Tribunal del Comuner está sometido al Ordenamiento Jurídico en todo aquello que le vincule y le sea aplicable, en especial en lo relativo a los derechos, principios y valores constitucionales, así como a las Ordenanzas de la Comunidad, por tanto, respeta en todas sus actuaciones los principios de audiencia y contradicción, así como el derecho de defensa de las partes y dicta sus resoluciones con plena independencia e imparcialidad. Más concretamente, se rige por su modo tradicional de proceder que crea derecho y resuelve sus conflictos mediante un procedimiento caracterizado por los principios de oralidad, inmediación y publicidad, velando porque se respete plenamente el derecho de defensa de las partes. Igualmente, toma todos sus acuerdos y dicta sus fallos por mayoría absoluta de votos y, en caso de empate, con el voto de calidad de quien lo presida.
El Tribunal del Comuner ha sido declarado como Bien de Relevancia Local Inmaterial mediante Resolución de 15 de febrero de 2022, de la Conselleria de Educación, Cultura y Deporte, por la que se declara bien de relevancia local inmaterial el Tribunal del Comuner del Rollet de Gracia de la Huerta de Aldaya Y aspira a ser declarado como patrimonio cultural inmaterial de la Humanidad por la UNESCO.
Representa un rico pasado del Derecho valenciano y su preocupación por impartir justicia entre los regantes del Rollet de Gracia desde 2021 se incorpora al ámbito jurisdiccional junto a otros tres tribunales consuetudinarios, el Tribunal de las Aguas de la Vega de Valencia, el Consejo de Hombres Buenos de la Huerta de Murcia desde 1999, y también desde 2021 el Juzgado Privativo de Aguas de Orihuela.
Ha recibido diversos premios: el 29 de marzo de 2019 recibió el Guaix 2019, y el 31 de mayo de 2022 el premio Tradició del Periódico de Aquí.
Dispone de cuenta de Facebook denominada "Comunidad de Regantes Rollet de Gracia de la Huerta de Aldaya"
Actualmente trabaja para ser incorporado en la Lista Representativa del Patrimonio Cultural Inmaterial de la Humanidad por la Unesco y porque se regule una Ley Autonómica y Estatal sobre tribunales consuetudinarios y tradicionales.